# Remembrance (Bjørnstad)
Remembrance is een studioalbum van de pianist Ketil Bjørnstad voor ECM Records. Hij werd begeleid door Tore Brunborg en Jon Christensen. De titel (vertaling: geheugen of aandenken) geeft al aan in welke stemming dit album is geschreven: nostalgisch en melancholisch. Bjørnstad is specialist in intieme, melodieuze pianomuziek, Christensen is een drummer die veel speelt, maar zich nauwelijks op de voorgrond dringt en Brunborg zit daar tussenin. Bjørnstad en Christensen kenden elkaar rond de opnamedatum 40 jaar. Het album is opgenomen in de Rainbow Studio te Oslo met Jan Erik Kongshaug. Het album is op één dag opgenomen en de volgende dag gemixt, bijzonder snel voor ECM-albums. Voor Brunborg was het een drukke tijd; hij speelde ook bij Manu Katché en Tord Gustavsen.

## Musici
- Ketil Bjørnstad – piano
- Tore Brunborg – tenorsaxofoon
- Jon Christensen – slagwerk

## Muziek
Alle van Bjørnstad

| Nr. | Titel | Duur |
| --- | ----- | ---- |
| 1.  | I     | 4:53 |
| 2.  | II    | 3:39 |
| 3.  | III   | 4:57 |
| 4.  | IV    | 4;13 |
| 5.  | V     | 4:39 |
| 6.  | VI    | 6:07 |
| 7.  | VII   | 3:50 |
| 8.  | VIII  | 4:53 |
| 9.  | IX    | 4:11 |
| 10. | X     | 4:41 |
| 11. | XI    | 4:32 |